# Voetbalkampioenschap van Zuid-Hannover-Braunschweig
Het voetbalkampioenschap van Zuid-Hannover-Braunschweig (Duits: Bezirksliga Südhannover-Braunschweig) was een regionale voetbalcompetitie uit het noorden van Duitsland waarin clubs uit het zuiden van de provincie Hannover en de staat Braunschweig speelden. De eerste twee seizoenen heette de competitie Südkreisliga.
Tot 1928 werden er twee reeksen gespeeld. In 1928 brak er revolutie uit in Noord-Duitsland omdat de grote clubs, voornamelijk uit de competitie van Groot-Hamburg, vonden dat de vele competities hen zwakker maakten op nationaal vlak. Er werd een eigen competitie opgezet met tien clubs. De gewone competities vonden niet plaats of werden na enkele wedstrijden al afgebroken. Na dit seizoen gaf de voetbalbond toe en de elf competities werden teruggeschroefd naar zes. Voor Zuid-Hannover-Braunschweig betekende dit dat beide reeksen samensmolten.
In 1933 kwam de NSDAP aan de macht in Duitsland en werden alle regionale voetbalbonden opgeheven. De Gauliga werd ingevoerd als hoogste klasse en de clubs uit de competitie Noord-Hannover gingen spelen in de Gauliga Niedersachsen.

## Kampioenen
| Seizoen | Kampioen Groep 1    | Kampioen Groep 2           |
| ------- | ------------------- | -------------------------- |
| 1923    | SV Arminia Hannover | FC Eintracht 1898 Hannover |
| 1924    | SV Arminia Hannover | SV Eintracht Braunschweig  |
| 1925    | SV Arminia Hannover | SV Eintracht Braunschweig  |
| 1926    | SV Arminia Hannover | Hannoverscher SC 02        |
| 1927    | Hannoverscher SV 96 | SV Eintracht Braunschweig  |
| 1928    | Hannoverscher SV 96 | Hannoverscher SC 02        |

| Seizoen | Kampioen            | Vicekampioen              |
| ------- | ------------------- | ------------------------- |
| 1930    | Hannoverscher SV 96 | SV Arminia Hannover       |
| 1931    | SV Arminia Hannover | SV Eintracht Braunschweig |
| 1932    | SV Arminia Hannover | SV Eintracht Braunschweig |
| 1933    | SV Arminia Hannover | SV Algermissen 1911       |

## Eeuwige ranglijst
| Club                           | /10 | Seizoenen (1922-1928, 1929-1933) |
| ------------------------------ | --- | -------------------------------- |
| Hannoverscher SV 96            | 10  | 1922-1928, 1929-1933             |
| VfB 1904 Peine                 | 10  | 1922-1928, 1929-1933             |
| SV Arminia Hannover            | 10  | 1922-1928, 1929-1933             |
| SV Eintracht Braunschweig      | 10  | 1922-1928, 1929-1933             |
| VfB 04 Braunschweig            | 10  | 1922-1928, 1929-1933             |
| BV Werder 1910 Hannover        | 8   | 1922-1928, 1929--1931            |
| SC Leu 06 Braunschweig         | 8   | 1924-1928, 1929-1933             |
| SV Eintracht 1898 Hannover     | 6   | 1922-1928                        |
| SC 02 Hannover                 | 6   | 1922-1928                        |
| SpVgg 1907 Hildesheim          | 6   | 1922-1928                        |
| Goslarer SC 08                 | 6   | 1922-1926, 1927-1928, 1929-1930  |
| SV Niedersachsen 03 Hannover   | 5   | 1922-1927                        |
| FSV Sport Rot-Weiß 99 Hannover | 4   | 1924-1928                        |
| BV Germania 1910 Wolfenbüttel  | 4   | 1922-1926                        |
| RSV 06 Hildesheim              | 4   | 1923-1924, 1930-1933             |
| SV Linden 07                   | 4   | 1924-1928                        |
| SpVgg Borussia 1911 Hannover   | 4   | 1922-1924, 1926-1928             |
| Hannoversche SpVgg 1897        | 3   | 1929-1932                        |
| FC Konkordia 1910 Hildesheim   | 3   | 1926-1928, 1929-1930             |
| VfL Helmstedt                  | 3   | 1925-1928                        |
| SC 1911 Hötensleben            | 2   | 1931-1933                        |
| FV Sport Hannover              | 2   | 1922-1924                        |
| Lehrter SV 1906                | 2   | 1922-1925                        |
| SV Algermissen 1911            | 1   | 1932-1933                        |
| SV Viktoria 07 Burgdorf        | 1   | 1922-1923                        |
| MTV 1848 Wolfenbüttel          | 1   | 1922-1923                        |

1922/23 · 1923/24 · 1924/25 · 1925/26 · 1926/27 · 1927/28 · 1929/30 · 1930/31 · 1931/32 · 1932/33